# Peter Greste
Peter Greste (Sydney, 1 de desembre de 1965) és un periodista i corresponsal letó-australià. És un corresponsal per Al Jazeera English a l'Àfrica. De 1991 a 1995 es va establir a Londres, Bòsnia i Sud-àfrica, on va treballar per Reuters, CNN, WTN i BBC.
Greste és d'ascendència letona i comparteix ciutadania letona i australiana. El 1995 es va establir a Kabul, on va ser corresponsal de la BBC i Reuters, i posteriorment a Belgrad, durant un any per Reuters. Llavors va retornar a Londres, on va treballar per BBC News 24. Seguidament va treballar a Mèxic i a Santiago de Xile com a corresponsal per la BBC. Va retornar a Afganistan el 2001 per cobrir l'inici de la guerra. Després de l'Afganistan, va treballar arreu de l'Orient Mitjà i Amèrica del Sud. Des de 2004 va treballar a Mombasa (Kenya) i llavors a Johannesburg (Sud-àfrica), seguit per Nairobi (Kenya), on va viure a partir de 2009. El 2011 va guanyar un Premi Peabody per un documental sobre Somàlia.
El 29 de desembre de 2013, Greste i dos altres periodistes d'Al-Jazeera, Mohamed Fahmy i Baher Mohammad, va ser arrestats per les autoritats egípcies. El 23 de juny de 2014, Greste va ser declarat culpable i sentenciat a set anys de presó. L'1 de febrer de 2015, un mes després que es repetís el judici per a Greste, Fahmy i Mohammad, Greste va ser deportat a Xipre. Els seus companys van ser alliberats sota fiança el 12 de febrer de 2015.
El 19 de febrer de 2015 Greste, juntament amb Mohamed Fahmy i Baher Mohammad, va guanyar un premi especial de la Royal Television Society pels seus sacrificis pel periodisme. Greste va acceptar el premi a Londres en nom dels tres. El 29 d'agost, un tribunal egipci va condemnar a Peter Greste i els seus companys a altres tres anys de presó, i a més, sis mesos addicionals per a Baher Mohammad. Greste va poder evitar la presó perquè va ser deportat a Austràlia al febrer. Va ser jutjat in absentia.